# 津ノ伊
津ノ伊（つのい、生没年不詳）とは江戸時代末期から明治時代にかけての江戸の地本問屋。

## 来歴
書物問屋の津国屋伊三郎かといわれる。津ノ伊と号して江戸において幕末から明治にかけて地本問屋を営業している。3代目歌川広重、豊原国周の錦絵を出版している。

## 作品
- 3代目歌川広重 「東京汐留新橋之図」 明治元年（1868年）
- 豊原国周 「御酒拝領 芸者於菊 鳶駒吉」 大判2枚続 明治元年（1868年）
- 豊原国周 「仁木弾正 市村家橘改五代目尾上菊五郎」 大判 明治元年 早稲田大学演劇博物館所蔵
- 豊原国周 「善悪三十二艸」 大判揃物 明治元年
- 豊原国周 「善悪鬼人鏡」 大判揃物 明治元年
- 豊原国周 「善悪鬼人伝」 大判揃物 明治
- 豊原国周 「金瓶梅廓魁（きんぺいばいさとのさきがけ）」 大判3枚続 明治2年（1869年）早稲田大学演劇博物館所蔵